# 武藤洸次
武藤 洸次（むとう こうじ、1996年2月26日 - ）は、日本のミュージカル俳優である。劇団四季所属。

## 経歴
2016年に劇団四季研究所入所。同年12月に『嵐の中の子どもたち』で初舞台。

## 人物
学生時代は12年間バスケットボールに打ち込む。高校生の頃に観劇した『キャッツ』をきっかけに劇団四季を志すようになる。大学ではミュージカルサークルに所属し、声楽のレッスンも重ねる。

## 出演作品
- 嵐の中の子どもたち（パック）[1]
- 魔法を捨てたマジョリン（ダビット）[1][2]
- ノートルダムの鐘（アンサンブル1枠、8枠）[1]
- リトルマーメイド（エリック）[3][4]
- ジーザス・クライスト=スーパースター（アンサンブル）[1]
- ウィキッド（フィエロ）